# Innocenzo da Berzo
Innocenzo da Berzo, al secolo Giovanni Scalvinoni (Niardo, 19 marzo 1844 – Bergamo, 3 marzo 1890), è stato un presbitero italiano dell'Ordine dei frati minori cappuccini.
È venerato come beato dalla Chiesa cattolica.

## Vita
Giovanni Scalvinoni nacque a Niardo, in provincia di Brescia, il 19 marzo 1844 da un'umile famiglia, composta dalla madre e dal padre che morì poco dopo la sua nascita. La sua istruzione si svolse dapprima nel collegio di Lovere dove rimase cinque anni e quindi nel seminario di Brescia dove, il 2 giugno 1867, ricevette l'ordinazione sacerdotale e il suo nuovo nome, Innocenzo Maria.
Il suo primo incarico, come vicario, fu a Cevo, in Val Saviore, dove rimase per soli due anni prima di essere nominato vice-rettore proprio del seminario in cui aveva studiato, quello di Brescia.
Allontanato dopo un anno, venne nominato vice-parroco di Berzo Inferiore, dove insegnò come professore; in seguito aderì all'ordine dei frati minori cappuccini, entrando come novizio nel convento dell'Annunciata di Cogno.
Pronunciati i voti venne mandato come frate ad Albino dove pronunciò i voti solenni e di nuovo venne mandato all'Annunciata, dove rimase 14 anni, stavolta come vice-maestro dei novizi del convento, distinguendosi per alcuni fenomeni mistici quali la Scrutatio Cordis, la fotofania, la levitazione, le estasi e le benedizioni miracolose. Questi fenomeni, testimoniati al processo di beatificazione, attiravano moltissime persone al Convento dell'Annunciata.
Dopo alcuni trasferimenti (Milano e Crema), gli venne affidato l'incarico di dirigere e predicare gli esercizi spirituali nei conventi di Milano, Albino, Bergamo e Brescia.
Ammalatosi gravemente ad Albino, fu trasferito nell'infermeria dei cappuccini di Bergamo, dove morì all'età di 45 anni il 3 marzo 1890. Seppellito prima a Bergamo, fu portato poi a Berzo Inferiore (BS) con un tripudio di concorso di popolo, la questura di Brescia calcolò che nell'ultima tappa del feretro ci furono circa 12.000 persone.

## Culto
Il suo corpo fu inizialmente tumulato nella città in cui era morto ma, dopo le richieste arrivate ai frati minori cappuccini, fu solennemente trasferito nel cimitero paese di Berzo Inferiore, da dove poi venne tolto in occasione della beatificazione. Una parte delle reliquie sono a Niardo, un'altra nella statua nella teca che si trova nel Santuario Marino di Berzo Inferiore e altre sono poste sotto l'altare a lui dedicato nel convento dell'Annunciata. In questo convento sono anche custodite la cella da lui abitata ed altri ricordi posti nel museo a lui dedicato. Ancora oggi, migliaia di pellegrini raggiungono il Santuario dell'Annunciata per affidarsi all'intercessione del Beato Innocenzo. Le testimonianze di Grazie Ricevute per sua intercessione, arrivano da tutta Italia e il suo culto si sta diffondendo in Brasile, Spagna, Costa d'Avorio, Camerun, Polonia, Malta e Filippine.
La sua beatificazione fu decisa da papa Giovanni XXIII, che lo proclamò beato il 12 novembre 1961.
Dopo aver miracolato prima il giorno della traslazione un bambino che non riusciva a camminare e poi dopo un bambino in fin di vita .
È venerato il 3 marzo con solenni celebrazioni e pellegrinaggi verso la basilica mariana di Santa Maria Nascente in Berzo Inferiore dove se ne conservano le spoglie. Altra data ricordata è quella della traslazione il 28 settembre. Nel santuario della Santissima Annunciata la festa è la domenica dopo il Perdon d'Assisi (2 agosto). La sede della vice-postulazione è presso il Santuario della Santissima Annunciata in Piancogno (BS).

## Opere
- Beato Innocenzo da Berzo, Tutti gli scritti, a cura di Costanzo Cargnoni, Roma, Istituto storico dei Cappuccini, 2002, ISBN 88-88001-12-3. Prefazione del cardinale Giovanni Battista Re. Nuova edizione: Gorle, Editrice Velar, ISBN 978-88-66717-21-8.

## Galleria d'immagini

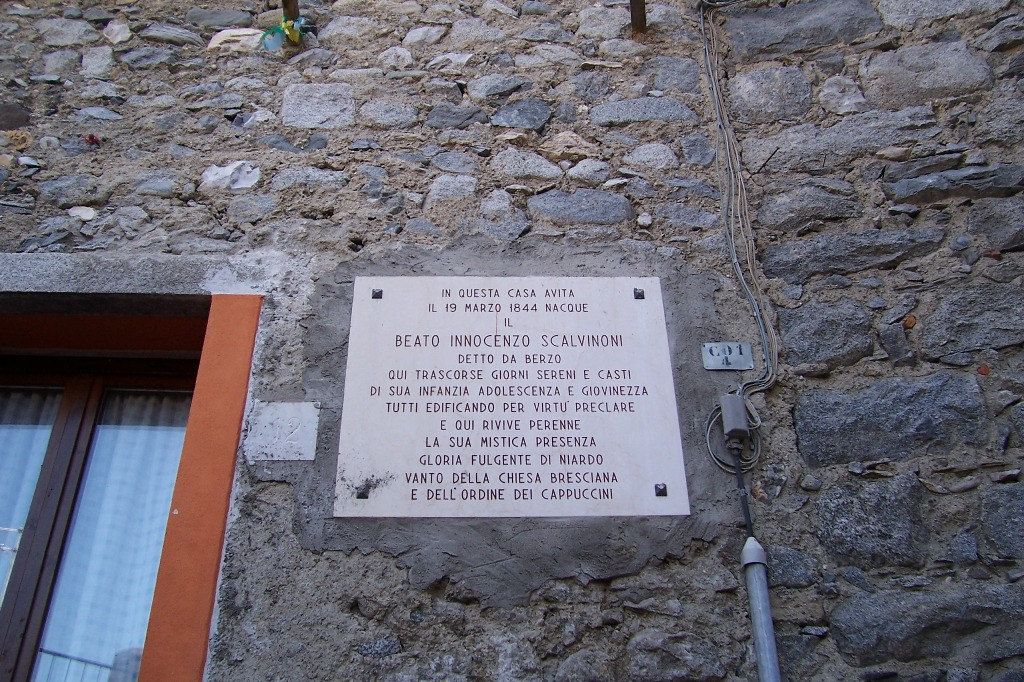
Casa natale del Beato Innocenzo a Niardo
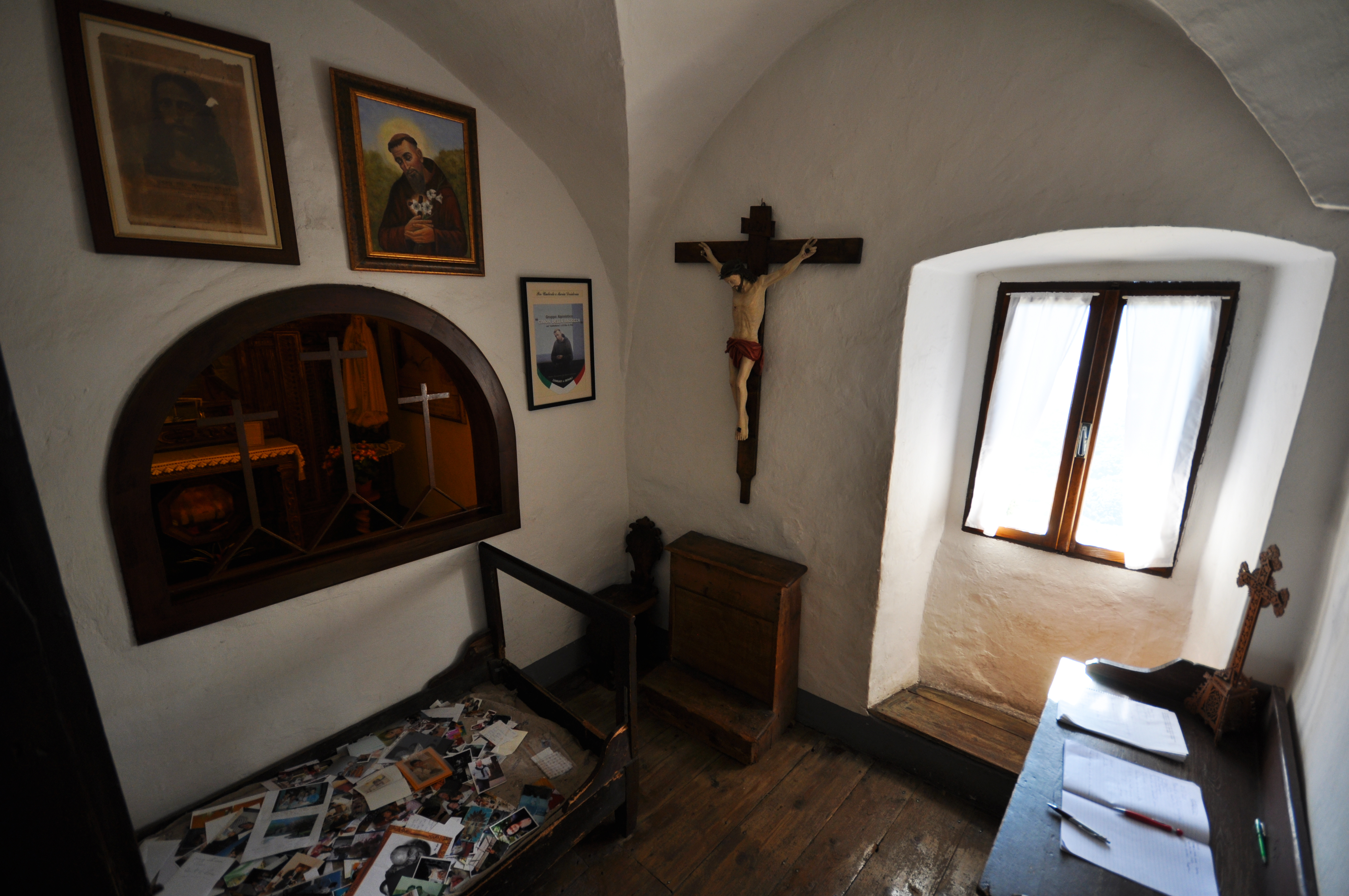
Cella del Beato presso il Santuario dell'Annunciata di Piancogno
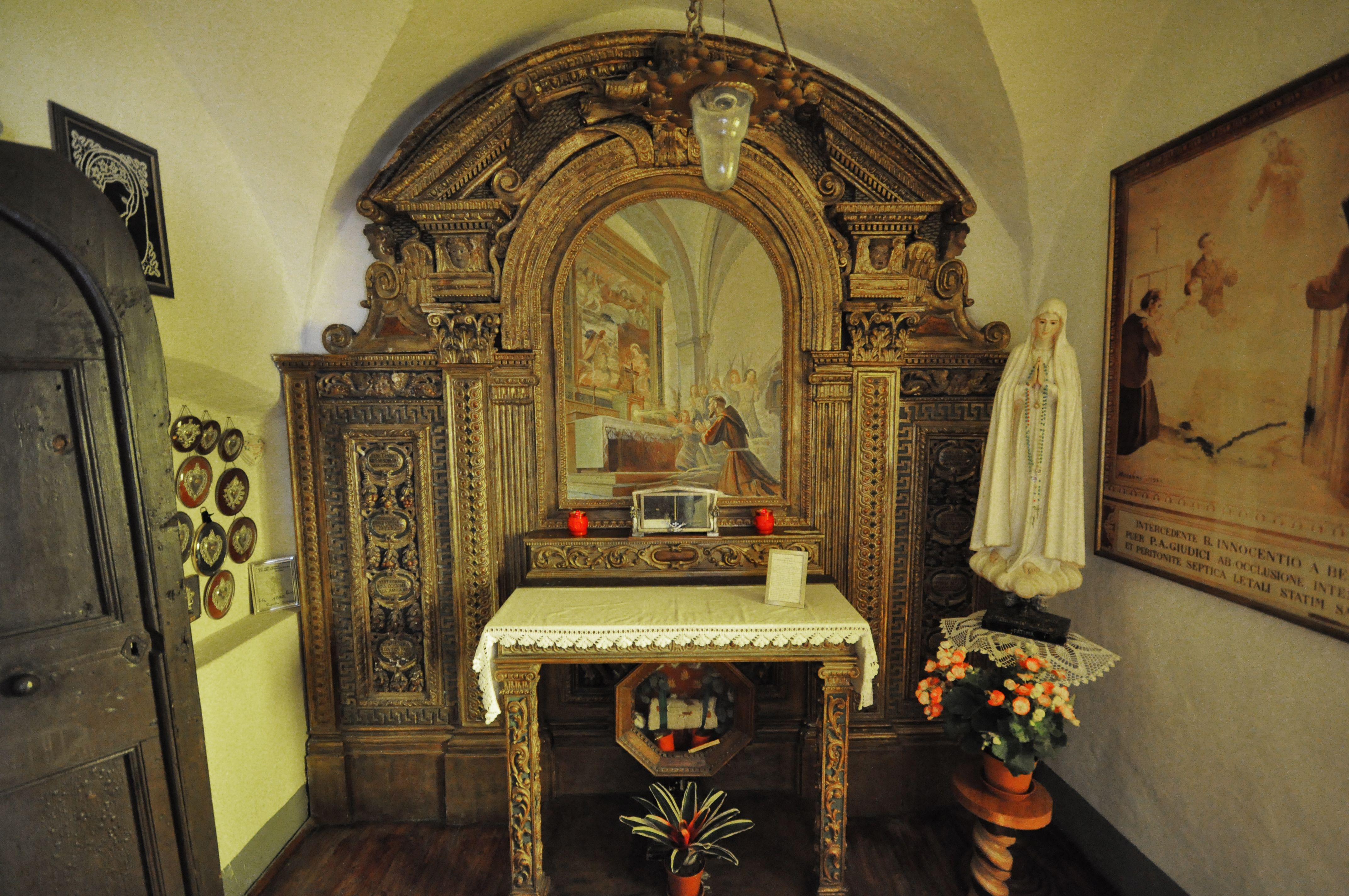
Cappella adiacente alla cella del Beato